# Оноре II (князь Монако)
Оноре II (фр. Honore II; +1597 — 10 листопада 1662) — сеньйор Монако в 1604—1619 роках, князь Монако з 1612 року. Старший син Еркюля Грімальді і його дружини Марії Ланді.
Успадковував титул сеньйора Монако 29 листопада 1604 року, коли змовниками був убитий його батько Еркюль. До 1616 року від імені Оноре правив як регент його дядько, Франциск Ланді де Вальдетар.
У 1612 році Оноре, першим з сеньйорів Монако, отримав титул князя. До 1619 року його іменувався «сеньйор і князь Монако», потім — тільки «князь Монако».
У 1605 році регент дав згоду на розміщення в Монако іспанського гарнізону, який під час Тридцятирічної війни, в 1641 році, був вигнаний французами. 14 вересня 1641 року князь Оноре II і король Франції Людовик XIII підписали Пероннський договір. За умовами договору припинявся іспанська протекторат, Монако ставало васалом короля Франції. Як компенсацію за неаполітанські і міланські володіння Грімальді, які були конфісковані іспанцями, Людовик обіцяв виплачувати щорічно 25 000 екю.

## Герб
Червоні ромби на білому тлі. Девіз роду Гарімальді: «Deo Juvante» (лат. З Божою поміччю).